# Weinmannia brachystachya
Weinmannia brachystachya là một loài thực vật có hoa trong họ Cunoniaceae. Loài này được Willd. ex Engl. miêu tả khoa học đầu tiên năm 1870.